# Bahnstrecke Praha–Chomutov
| Strecke                                                                       |               | von Praha Masarykovo nádraží (vorm. StEG)           | von Praha Masarykovo nádraží (vorm. StEG)           |
| ehemalige Blockstelle                                                         | 0,000         | odb. Praha-Bubny St.1                               | odb. Praha-Bubny St.1                               |
| Abzweig geradeaus und ehemals nach rechts                                     |               | nach Děčín hl.n. (vorm. StEG)                       | nach Děčín hl.n. (vorm. StEG)                       |
| ehemaliger Bahnhof                                                            | 0,423         | Praha-Bubny früher Prag Bubna                       | 195 m                                               |
| Abzweig geradeaus und ehemals nach rechts                                     |               | nach Děčín hl.n. (ab 2025)                          | nach Děčín hl.n. (ab 2025)                          |
| ehemaliger Haltepunkt / Haltestelle                                           |               | Praha-Výstaviště (geplant)                          | Praha-Výstaviště (geplant)                          |
| Brücke                                                                        |               | Bubenský viadukt                                    | Bubenský viadukt                                    |
| Tunnel                                                                        |               | Tunnel Dejvický (104 m)                             | Tunnel Dejvický (104 m)                             |
| Abzweig geradeaus und ehemals nach links · Strecke von rechts (außer Betrieb) |               | (geplante Neutrassierung bis 2029)                  | (geplante Neutrassierung bis 2029)                  |
| Strecke · Tunnelanfang (Strecke außer Betrieb)                                |               |                                                     |                                                     |
| Strecke · Haltepunkt / Haltestelle (Strecke außer Betrieb) (im Tunnel)        |               | Praha-Dejvice (Übergang zu U-Bahn-Linie A)          | Praha-Dejvice (Übergang zu U-Bahn-Linie A)          |
| Bahnhof · Strecke (außer Betrieb) (im Tunnel)                                 | 3,700         | Praha-Dejvice früher Prag Sandthor                  | 230 m                                               |
| ehemaliger Haltepunkt / Haltestelle · Strecke (außer Betrieb) (im Tunnel)     |               | Praha-Gymnasijní (nur 2009)                         | Praha-Gymnasijní (nur 2009)                         |
| Strecke · Tunnelende (Strecke außer Betrieb)                                  |               |                                                     |                                                     |
| Abzweig geradeaus und ehemals von links · Strecke nach rechts (außer Betrieb) |               |                                                     |                                                     |
| Bahnhof                                                                       | 7,735         | Praha-Veleslavín früher Weleslawin                  | 315 m                                               |
| ehemaliger Haltepunkt / Haltestelle                                           | 9,492         | Praha-Liboc                                         | Praha-Liboc                                         |
| Bahnhof                                                                       | 10,909        | Praha-Ruzyně früher Rusin                           | 330 m                                               |
| Abzweig geradeaus und ehemals nach rechts                                     |               | nach Letiště Václava Havla Praha (geplant)          | nach Letiště Václava Havla Praha (geplant)          |
| Abzweig geradeaus und von links                                               |               | von Praha-Smíchov (vorm. BEB)                       | von Praha-Smíchov (vorm. BEB)                       |
| Bahnhof                                                                       | 14,809        | Hostivice früher Hostiwitz                          | 355 m                                               |
| Blockstelle                                                                   | 16,251        | odb. Jeneček St.3                                   | odb. Jeneček St.3                                   |
| Abzweig geradeaus, nach links und nach rechts                                 |               | nach odb. Jeneček výh. č.7 / odb. Jeneček St.2      | nach odb. Jeneček výh. č.7 / odb. Jeneček St.2      |
| Kreuzung geradeaus unten (Querstrecke außer Betrieb)                          |               | Most–Praha-Smichov (vorm. PDE)                      | Most–Praha-Smichov (vorm. PDE)                      |
| Bahnhof                                                                       | 18,386        | Jeneč früher Jenč                                   | 375 m                                               |
| Haltepunkt / Haltestelle                                                      | 21,870        | Pavlov                                              | 390 m                                               |
| Bahnhof                                                                       | 24,315        | Unhošťfrüher Unhoscht                               | 400 m                                               |
| Kreuzung (Querstrecke außer Betrieb)                                          |               | Industriebahn Kladno–Nučice (vorm. KND)             | Industriebahn Kladno–Nučice (vorm. KND)             |
| Bahnhof                                                                       | 28,043        | Kladno                                              | 410 m                                               |
| Abzweig geradeaus und ehemals nach rechts                                     |               | nach Alt Kladno (vorm. KND)                         | nach Alt Kladno (vorm. KND)                         |
| Abzweig geradeaus und nach rechts                                             |               | nach Kralupy nad Vltavou (vorm. BEB)                | nach Kralupy nad Vltavou (vorm. BEB)                |
| Haltepunkt / Haltestelle                                                      | 31,703        | Kladno-Rozdělov                                     | 410 m                                               |
| Bahnhof                                                                       | 34,286        | Kamenné Žehrovice früher Smečna-Sternberg           | 405 m                                               |
| ehemalige Blockstelle                                                         | 37,995        | hl. Kačice                                          | hl. Kačice                                          |
| Haltepunkt / Haltestelle                                                      | 38,300        | Kačice                                              | 395 m                                               |
| Bahnhof                                                                       | 41,108        | Stochov früher Lana                                 | 420 m                                               |
| Haltepunkt / Haltestelle                                                      | 44,118        | Rynholec                                            | 450 m                                               |
| Abzweig geradeaus und ehemals nach links · Strecke von rechts (außer Betrieb) |               | (geplante Neutrassierung bis 2022)                  | (geplante Neutrassierung bis 2022)                  |
| Tunnel · Strecke (außer Betrieb)                                              |               | Tunnel Rynholecký (476 m)                           | Tunnel Rynholecký (476 m)                           |
| Abzweig geradeaus und ehemals von links · Strecke nach rechts (außer Betrieb) |               |                                                     |                                                     |
| Bahnhof                                                                       | 48,422        | Nové Strašecí früher Neustraschitz                  | 430 m                                               |
| Bahnhof                                                                       | 53,271        | Řevničov früher Renč                                | 445 m                                               |
| ehemalige Blockstelle                                                         | 57,726        | hl. Merkovka                                        | hl. Merkovka                                        |
| Bahnhof                                                                       | 61,267        | Lužná u Rakovníka früher Lužna-Lischan              | 385 m                                               |
| Abzweig geradeaus und nach links                                              |               | nach Rakovník (vorm. BEB)                           | nach Rakovník (vorm. BEB)                           |
| Abzweig geradeaus und von links                                               |               | von Kolešovice (vorm. BEB)                          | von Kolešovice (vorm. BEB)                          |
| Bahnhof                                                                       | 65,838        | Krupá                                               | 355 m                                               |
| Haltepunkt / Haltestelle                                                      | 68,40         | Mutějovice zastávka 370 m                           | Mutějovice zastávka 370 m                           |
| Bahnhof                                                                       | 71,632        | Milostín früher Milostin-Kounowa                    | 400 m                                               |
| Grenze                                                                        | 72,698        | Protektoratsgrenze (1938–1945)                      | Protektoratsgrenze (1938–1945)                      |
| Kreuzung geradeaus unten                                                      |               | Louny–Rakovník (vorm. Eisenbahn Rakonitz–Laun)      | Louny–Rakovník (vorm. Eisenbahn Rakonitz–Laun)      |
| Haltepunkt / Haltestelle                                                      | 77,158        | Deštnice früher Teschnitz                           | 380 m                                               |
| Bahnhof                                                                       | 81,745        | Sádek u Žatce früher Satkau                         | 335 m                                               |
| Haltepunkt / Haltestelle                                                      | 84,000        | Želeč früher Seitsch                                | 320 m                                               |
| Bahnhof                                                                       | 89,719        | Měcholupy früher Michelob                           | 270 m                                               |
| Haltepunkt / Haltestelle                                                      | 92,913        | Holedeček                                           | 245 m                                               |
| Haltepunkt / Haltestelle                                                      | 94,535        | Veletice                                            | 230 m                                               |
| Haltepunkt / Haltestelle                                                      | 96,467        | Dobříčany                                           | 215 m                                               |
| Bahnhof                                                                       | 98,015        | Trnovany früher Trnowan                             | 200 m                                               |
| Abzweig geradeaus und von rechts                                              |               | von (Duchcov–) Obrnice (vorm. EPPK)                 | von (Duchcov–) Obrnice (vorm. EPPK)                 |
| Bahnhof                                                                       | 102,386       | Žatec früher Saaz                                   | 210 m                                               |
| Abzweig geradeaus und nach links                                              |               | nach Plzeň (vorm. EPPK)                             | nach Plzeň (vorm. EPPK)                             |
| Abzweig geradeaus und von links                                               |               | Verbindungsbahn von Žatec zapad                     | Verbindungsbahn von Žatec zapad                     |
| Blockstelle                                                                   | 103,825       | odb. Velichov                                       | odb. Velichov                                       |
| Haltepunkt / Haltestelle                                                      | 106,082       | Žiželice                                            | 235 m                                               |
| Bahnhof                                                                       | 109,400       | Hořetice früher Horatitz                            | 265 m                                               |
| ehemaliger Haltepunkt / Haltestelle                                           | 111,170       | Denětice                                            | 270 m                                               |
| ehemaliger Haltepunkt / Haltestelle                                           | 113,145       | Holetice früher Holletitz                           | 280 m                                               |
| Abzweig geradeaus und von links                                               |               | vlečka elektrárna Tušimice; 1873/1879 von Žabokliky | vlečka elektrárna Tušimice; 1873/1879 von Žabokliky |
| Bahnhof                                                                       | 115,783       | Březno u Chomutova früher Priesen                   | 285 m                                               |
| Abzweig geradeaus und ehemals nach links                                      |               | nach Kadaň-Prunéřov (vorm. BEB)                     | nach Kadaň-Prunéřov (vorm. BEB)                     |
| Strecke von links · Abzweig ehemals geradeaus und nach rechts                 | 117,1160,000  | (Neutrassierung 2007)                               | (Neutrassierung 2007)                               |
| Strecke · Haltepunkt / Haltestelle (Strecke außer Betrieb)                    | 118,690       | Brančíky                                            | 302 m                                               |
| Strecke · Haltepunkt / Haltestelle (Strecke außer Betrieb)                    | 119,750       | Brany                                               | 314 m                                               |
| Tunnel · Strecke (außer Betrieb)                                              | 2,090         | Tunnel Březenský (1758 m)                           | Tunnel Březenský (1758 m)                           |
| Bahnhof · Strecke (außer Betrieb)                                             | 3,732         | Droužkovice                                         | 310 m                                               |
| Strecke · Überleitstelle / Spurwechsel (Strecke außer Betrieb)                | 121,500       | výh. Spořice                                        | výh. Spořice                                        |
| Strecke nach links · Abzweig ehemals geradeaus und von rechts                 | 07,109122,364 | (Ende Neutrassierung)                               | (Ende Neutrassierung)                               |
| Abzweig geradeaus und nach links                                              |               | Verbindungskurve nach odb. Dubina                   | Verbindungskurve nach odb. Dubina                   |
| Strecke mit Straßenbrücke                                                     |               | Dálnice D7                                          | Dálnice D7                                          |
| Abzweig geradeaus und von links                                               |               | von Cheb (vorm. BEB)                                | von Cheb (vorm. BEB)                                |
| Blockstelle                                                                   | 124,399       | odb. Chomutov St.2                                  | 355 m                                               |
| Abzweig geradeaus und nach rechts                                             |               | nach Děčín hl.n.                                    | nach Děčín hl.n.                                    |
| Bahnhof                                                                       | 125,173       | Chomutov früher Komotau                             | 355 m                                               |
| Abzweig geradeaus und nach links                                              |               | nach Vejprty (vorm. BEB)                            | nach Vejprty (vorm. BEB)                            |
| Strecke                                                                       |               | nach Ústí nad Labem (vorm. ATE)                     | nach Ústí nad Labem (vorm. ATE)                     |
|                                                                               |               |                                                     |                                                     |
| ehemals zweigleisige Strecke                                                  |               |                                                     |                                                     |

| Strecke                                                             |            | von Praha-Bubny            | von Praha-Bubny       |
| Bahnhof                                                             | 0,294      | Droužkovice                | 310 m                 |
| Abzweig geradeaus und nach rechts                                   |            | nach Chomutov              | nach Chomutov         |
| Strecke · Strecke von links (außer Betrieb)                         |            | von Praha-Bubny            | von Praha-Bubny       |
| Strecke · Überleitstelle / Spurwechsel (Strecke außer Betrieb)      | 0,000      | výh. Spořice               | 330 m                 |
| Strecke · Abzweig geradeaus und nach rechts (Strecke außer Betrieb) |            | nach Chomutov              | nach Chomutov         |
| Strecke nach links · Abzweig ehemals geradeaus und von rechts       | 3,5600,864 | (Ende Neutrassierung 2007) | 335 m                 |
| Strecke von links · Abzweig ehemals geradeaus und nach rechts       |            | (Neutrassierung 1978)      | (Neutrassierung 1978) |
| Strecke · Abzweig geradeaus und von rechts (Strecke außer Betrieb)  |            | von Chomutov               | von Chomutov          |
| Strecke · Blockstelle (Strecke außer Betrieb)                       | ≈1.910     | odb. Dubina (bis 1978)     | 350 m                 |
| Strecke · Strecke nach links (außer Betrieb)                        |            | nach Cheb                  | nach Cheb             |
| Abzweig geradeaus und von rechts                                    |            | von Chomutov               | von Chomutov          |
| Blockstelle                                                         | 5,811      | odb. Dubina (seit 1978)    | 364 m                 |
| Strecke                                                             |            | nach Cheb                  | nach Cheb             |
|                                                                     |            |                            |                       |
| Quellen:                                                            |            |                            |                       |

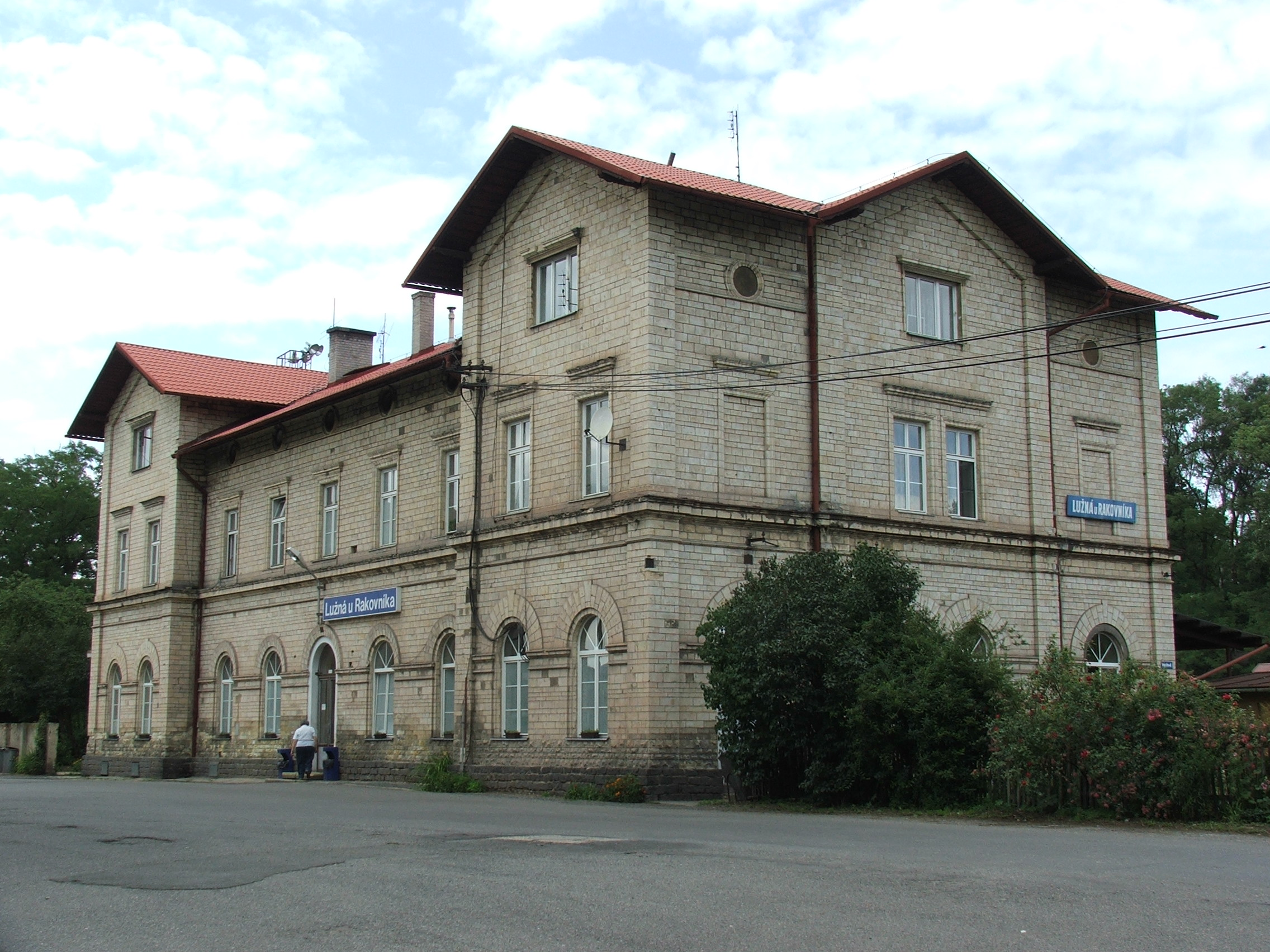
Bahnhof Lužná u Rakovníka

Die Bahnstrecke Praha–Chomutov ist eine Eisenbahnverbindung in Tschechien, die ursprünglich von der k.k. priv. Buschtěhrader Eisenbahn (BEB) als Teil einer Fernverbindung von Prag nach Cheb (Eger) erbaut und betrieben wurde. Sie verläuft von Prag über Kladno und Žatec (Saaz) nach Chomutov (Komotau).
Die Abschnitte Praha-Bubny–Lužná u Rakovníka und Žatec–Chomutov sind Teil des gesamtstaatlichen Netzes. Der Abschnitt Lužná u Rakovníka–Žatec wurde 2014 in seiner Bedeutung abgestuft und ist als regionale Bahn („regionální dráha“) klassifiziert.

## Geschichte

### Vorgeschichte und Bau
Siehe auch: Pferdebahn Prag–Lana
Am 3. Juni 1868 erhielt die Buschtěhrader Eisenbahngesellschaft per Gesetz die Genehmigung zum Bau einer Eisenbahn von Prag über Saaz und Komotau an die königlich sächsische Gränze zum Anschlusse an die Chemnitz-Annaberger Bahn und mit einer Flügelbahn in das Rakonitzer Kohlenrevier, dann von Priesen über Karlsbad nach Eger und Franzensbad. Im Dezember 1871 war der durchgehende Schienenweg von Prag nach Komotau und Eger fertiggestellt.
Eröffnungsdaten:
- Praha-Dejvice – Kladno: 4. November 1863
- Praha-Bubny – Dejvice: 27. April 1868
- Kladno – Stochov: 22. April 1869
- Stochov – Sádek u Žatce: 20. November 1870 (Güterverkehr); 4. Februar 1871 (Personenverkehr)
- Sádek u Žatce – Chomutov: 4. Februar 1871

### Im Betrieb der BEB
In den Folgejahren entwickelte sich die Strecke zu einer der wichtigsten Verbindungen im Norden Böhmens. Im Güterverkehr waren vor allem der Kohleganzzüge aus dem Nordböhmischen Becken dominierend.
Die BEB wurde zum 1. Januar 1923 als eine der letzten großen Privatbahnen in Böhmen verstaatlicht. Fortan war die Strecke in das Netz der Tschechoslowakischen Staatsbahnen ČSD integriert.

### Nach der Verstaatlichung
Nach der Angliederung des Sudetenlandes an Deutschland im Herbst 1938 kam der Abschnitt von Satkau bis Komotau zur Deutschen Reichsbahn, Reichsbahndirektion Dresden. Als Grenzbahnhof wurde der Bahnhof Satkau (Sádek u Žatce) bestimmt. Im Reichskursbuch war die Verbindung unter der Kursbuchstrecke 167b Komotau–Luschna-Lischan enthalten. Nach dem Ende des Zweiten Weltkrieges kam die Strecke wieder vollständig zu den ČSD.

### Nach dem Zweiten Weltkrieg
Anfang der 1980er Jahre wurde der Abschnitt von Žatec bis Březno u Chomutova mit dem in Nordböhmen üblichen 3 kV-Gleichstromsystem elektrifiziert. Am 31. Oktober 1985 wurde der elektrische Zugbetrieb aufgenommen. Bis heute werden allerdings nur die Kohleganzzüge elektrisch gefahren. Alle anderen Züge werden nach wie vor von Diesellokomotiven bzw. -triebwagen gefördert.
Am 1. Januar 1993 ging die Strecke im Zuge der Auflösung der Tschechoslowakei an die neu gegründeten České dráhy (ČD) über. Seit 2003 gehört sie zum Netz des staatlichen Infrastrukturbetreibers Správa železniční dopravní cesty (SŽDC).
Die Ausweitung der Braunkohleförderung im Nordböhmischen Becken bei Chomutov erforderte eine Neutrassierung der Strecke. Die 7,109 km lange Neubautrasse unterquert bei Droužkovice den Höhenrücken Farářka in einem fast zwei Kilometer langen Tunnel. Finanziert wurde die Neubautrasse mit Mitteln des Bergbauunternehmens Severočeské doly. Am 1. März 2000 begannen die Bauarbeiten. Vorgesehen war ursprünglich ein Kostenrahmen von 1,2 Milliarden Kč. Wegen des vorgefundenen problematischen Untergrundes beim Tunnelbau stiegen die Kosten auf insgesamt etwa 2 Milliarden Kč an. Am 1. April 2007 wurde der Zugverkehr über die Neubaustrecke aufgenommen. Die Gemeinde Droužkovice erhielt einen neuen Haltepunkt an der Strecke.
Ab dem Fahrplanwechsel im Dezember 2020 werden die Haltestellen Žiželice und Holedeček wieder planmäßig von Reisezügen bedient. Laut Aussage des Ústecký kraj als Besteller der ÖPNV-Leistungen ermöglichen die seit 2019 eingesetzten „modernen“, beschleunigungsstarken Triebwagen Regiosprinter der Länderbahn die Wiedereinführung der Halte, die 2007 und 2010 aus finanziellen Gründen aufgelassen wurden.

## Ausblick
Bis 2024 soll die bislang bestehende Fahrleitungslücke zwischen Březno u Chomutova und Chomutov geschlossen werden. Die Elektrifizierung war dort in der Vergangenheit wegen der geplanten und dann bis 2007 realisierten Ausweitung der Bergbaugebiete im Bereich der Trasse unterblieben. Die Elektrifizierungsarbeiten sind zwischen Oktober 2023 und Oktober 2024 mit einem Kostenrahmen von etwa einer Milliarde Kronen geplant. Die Anlagen werden für eine Fahrleitungsspannung von 25 kV 50 Hz ausgelegt, um die geplante spätere Umstellung problemlos zu ermöglichen. Im Zusammenhang mit der Elektrifizierung soll auch die Streckenklasse auf D4 angehoben werden.
Ab 2022 soll der baufällige Tunnel Rynholecký durch eine Neutrassierung ersetzt werden. Die neue, oberirdische Trasse durch einen aufgelassenen Steinbruch wird etwa einen Kilometer lang sein. Gerechnet wird mit Kosten von etwa 120 Millionen Kronen.
Im Prager Stadtgebiet soll die Strecke zweigleisig ausgebaut und für einen Schnellbahnverkehr zum Prager Flughafen und Richtung Kladno grundlegend erneuert und elektrifiziert werden. Die Planungen gingen im Jahr 2020 von einer Realisierung ab dem Jahr 2025 aus. Im November 2020 genehmigte der Stadtrat von Prag 6 die Planungen für eine neue unterirdische Trasse zwischen Praha-Dejvice und Praha-Veleslavín. Vorgesehen sind zwei eingleisige Tunnel, die südlich der Altstrecke bis zu 83 Meter unter der Geländeoberfläche verlaufen sollen. Die Betriebsstelle Praha-Dejvice soll näher an die U-Bahn-Station Hradčanská verschoben und ebenfalls unterirdisch angelegt werden. Allein für diesen Abschnitt wird mit Kosten von 13 Milliarden Kronen gerechnet. Die Inbetriebnahme der gesamten zweigleisig ausgebauten und elektrifizierten Strecke von Praha-Bubny bis zum Flughafen ist für 2028/2029 geplant.

## Zugverkehr
In der Vergangenheit verkehrten über die Strecke Praha–Chomutov auch hochwertige Fernreisezüge wie z. B. die Verbindung Praha–Karlovy Vary. Letztmals war ein überregionaler Zugverkehr während der Modernisierungsarbeiten an der Bahnstrecke Praha–Děčín zu beobachten, als ein Teil des Verkehrs über parallele Ausweichrouten umgeleitet werden musste.
Zum Fahrplanwechsel 2008 wurden die letzten Schnellzüge Praha–Chomutov eingestellt. Stattdessen gibt es nun einen Eilzug-Zweistundentakt Praha–Lužná u Rakovníka–Rakovník und Lužná u Rakovníka–Chomutov–Jirkov, wobei in Lužná Korrespondenz besteht. Die zweistündlich mit einer Taktlücke verkehrenden Schnellzüge Plzeň–Most nutzen die Strecke zwischen Žatec und Chomutov. Weitere Eilzüge befahren die Relation Praha–Kladno–Kladno-Ostrovec im Zweistundentakt mit Verdichtern zur Hauptverkehrszeit.
Personenzüge verkehren auf den Verbindungen Praha–Kladno (Stundentakt) und Kladno–Lužná u Rakovníka–Rakovník (Zweistundentakt). Bereits seit dem Fahrplanwechsel 2007 wird ein Teil der Bahnhöfe zwischen Deštnice und Žatec sowie der Haltepunkt Denětice im Abschnitt Žatec–Chomutov nicht mehr bedient, seitdem der verantwortliche Ústecký kraj die Verkehrshalte abbestellt hat. Zum Fahrplanwechsel 2008 endete zudem der vertaktete Personenzugverkehr zwischen Žatec und Chomutov, so dass hier nun die o. g. Schnell- und Eilzüge das Gros im Reisezugverkehr bilden.
Im Güterverkehr hat die Strecke heute keine größere Bedeutung mehr. Die in Březno u Chomutova beginnenden Kohleganzzüge werden heute ab Žatec über Bílina und Ústí nad Labem ins Innere des Landes abgefahren.

## Fahrzeugeinsatz
Die Schnellzüge Praha–Rakovnik bestehen seit 2013 meist aus den neu eingeführten Wendezügen, welche von einer Lok der Baureihe 750 geführt werden. Die Nahverkehrszüge und Eilzüge der Abschnitte Praha–Kladno bzw. Luzna u Rakovnika–Chomutov–Jirkov werden vorwiegend mit den Triebwagen der Baureihe 814 gefahren.
Die Schnellzüge Plzeň–Most wurden bis Dezember 2016 mit Triebwagen der ČD-Baureihe 842 und einem Beiwagen gefahren, nach Betreiberwechsel nach einer Direktvergabe zu GW Train Regio seitdem mit Triebwagen der DB-Baureihe 628.